# Britische Formel-1-Meisterschaft 1982
Die Britische Formel-1-Meisterschaft 1982 war eine Monoposto-Rennserie, die nach dem Reglement der Rennformel 1 ausgefahren wurde.

## Meisterschaft
Nach dem Rückzug der Aurora Company als Hauptsponsor der Aurora-AFX-Formel-1-Serie Ende 1980, fand 1981 keine Meisterschaft statt. Die Meisterschaft von 1982 war die letzte Britische Formel-1-Meisterschaft und mit fünf Rennen nurmehr ein Abglanz der Meisterschaften davor. Nur insgesamt zehn Fahrer nahmen an den Rennen teil, die allesamt Meisterschaftspunkte erreichten. Die Gesamtwertung sicherte sich Jim Crawford der einen Ensign N180 fuhr.

## Rennkalender
| Nr. | Datum      | Rennname / Rennstrecke                          | Sieger         | Fahrzeug      |
| --- | ---------- | ----------------------------------------------- | -------------- | ------------- |
| 1   | 9. April   | International Gold Cup (Oulton Park)            | Tony Trimmer   | Fittipaldi F8 |
| 2   | 12. April  | Karibik Airways Trophy (Brands Hatch)           | Jim Crawford   | Ensign N180   |
| 3   | 31. Mai    | Rivet Supply Trophy (Thruxton Circuit)          | Jim Crawford   | Ensign N180   |
| 4   | 15. August | Donington Sommer International (Donington Park) | Jim Crawford   | Ensign N180   |
| 5   | 30. August | Karibik Airways Trophy (Brands Hatch)           | Joe Castellano | Ensign N180   |

## Fahrer-Meisterschaft

### Gesamtwertung
| Position | Fahrer            | Fahrzeug      | 1 | 2  | 3  | 4  | 5  | Gesamt |
| -------- | ----------------- | ------------- | - | -- | -- | -- | -- | ------ |
| 1        | Jim Crawford      | Ensign N180   | 3 | 10 | 10 | 11 |    | 34     |
| 2        | Tony Trimmer      | Fittipaldi F8 | 9 | 8  | 2  |    |    | 19     |
| 3        | Joe Castellano    | Ensign N180   |   |    |    | 4  | 10 | 14     |
| 4        | Warren Booth      | Shadow DN9    | 6 | 3  |    |    | 3  | 12     |
| 4        | Jorge Koechlin    | Williams FW07 |   |    |    | 6  | 6  | 12     |
| 6        | John Brindley     | Tyrrell 008   |   | 2  |    | 3  | 6  | 11     |
| 7        | Valentino Musetti | March 811     |   | 4  | 6  |    |    | 10     |
| 8        | Steve O’Rourke    | Williams FW07 |   |    | 4  |    | 1  | 5      |
| 9        | Arnold Glass      | McLaren M29F  |   | 1  | 3  |    |    | 4      |
| 10       | David Williams    | BRM P207      |   |    |    |    | 2  | 2      |

### Punktevergabe
| Position | 1 | 2 | 3 | 4 | 5 | 6 | Pole-Position | Schnellste Runde |
| -------- | - | - | - | - | - | - | ------------- | ---------------- |
| Punkte   | 9 | 6 | 4 | 3 | 2 | 1 | 2             | 1                |